# Aeroportul Lago Argentino
Aeroportul Lago Argentino (IATA: ING, ICAO: SAWA) este un aeroport din Lago Argentino⁠(d), Provincia Santa Cruz, Argentina ce deservește zona El Calafate⁠(d).
Situat la o altitudine de 223 m, aeroportul dispune de o singură pistă.